# Đảo Robinson Crusoe
Đảo Robinson Crusoe (tiếng Tây Ban Nha: Isla Róbinson Crusoe phát âm [ˈizla ˈroβinson kɾuˈso]), trước đây gọi là Más a Tierra (Closer to Land), là hòn đảo lớn thứ hai của Quần đảo Juan Fernández, nằm cách 670 km (362 nmi; 416 mi) về phía tây của San Antonio, Chile, thuộc Nam Thái Bình Dương. Trong số các đảo có dân cư sinh sống, Robinson Crusoe là hòn đảo có dân cư đông hơn (đảo còn lại là Alejandro Selkirk) và phần lớn sinh sống tại thị trấn San Juan Bautista bên bờ vịnh Cumberland ở phía bắc của hòn đảo.
Hòn đảo là quê hương của thủy thủ bị bỏ lại trên đảo hoang Alexander Selkirk trong vòng 4 năm 4 tháng, từ năm 1704-1709. Ông được cho là nguồn cảm hứng của tiểu thuyết gia Daniel Defoe hư cấu tác phẩm Robinson Crusoe năm 1719, mặc dù cuốn tiểu thuyết viết về một hòn đảo trong vùng biển Caribe chứ không phải tại Quần đảo Juan Fernández. Đây chỉ là một trong vài câu chuyện sinh tồn từ trước mà Defoe biết đến. Để phản ánh truyền thuyết văn học liên quan đến hòn đảo và thu hút khách du lịch, chính phủ Chile đã đổi tên thành đảo Robinson Crusoe vào năm 1966.

## Lịch sử
Tên đầu tiên của hòn đảo này là Juan Fernández, được đặt theo tên của Juan Fernández, một thuyền trưởng và nhà thám hiểm đại dương người Tây Ban Nha, là người đầu tiên đặt chân lên đảo vào năm 1574. Tên gọi khác của nó là Más a Tierra. Không có bằng chứng nào về sự tồn tại của những thổ dân châu Mỹ hay người Polynesia trên đảo, mặc dù đảo Phục Sinh là nơi tìm thấy các bằng chứng của người Polynesia nằm cách đó không xa.
Từ 1681 đến 1684, một người đàn ông Miskito được biết đến với cái tên Will đã dạt đến hòn đảo hoang này. Hai mươi năm sau tức là vào năm 1704, thủy thủ người Scotland Alexander Selkirk cũng đã sống trên đó, trong cô độc kéo dài 4 năm và 4 tháng. Ông hết sức lo lắng khả năng đi trên biển của con tàu Cinque Ports (cuối cùng đã bị đắm sau đó) và mong muốn rời lên đảo trong khoảng thời gian con tàu dừng lại giữa chặng. Thuyền trưởng của con tàu là Thomas Stradling, một đồng nghiệp tư nhân trong chuyến đi và nhà thám hiểm William Dampier mệt mỏi vì sự bất đồng quan điểm và nhiệm vụ của mỗi người. Selkirk ở lại đảo cùng với súng hỏa mai, thuốc súng, dụng cụ mộc, một con dao, một cuốn Kinh thánh cùng một vài bộ quần áo. Câu chuyện của Selkirk đã được mô tả lại trong cuốn sách A Voyage to the South Sea, and Round the World (Chuyến đi đến Biển Nam và Vòng quanh thế giới).
Trong cuốn hồi ký Two Years Before the Mast của Richard Henry Dana Jr. đã mô tả về cảng Juan Fernandez là một nhà tù thuộc địa sớm. Sau đó nó bị bỏ rơi và hòn đảo trở thành nơi không có người ở, trước khi trở thành một phần thuộc địa vĩnh viễn vào đầu thế kỷ 19. Joshua Slocum đã từng ghé thăm hòn đảo trong khoảng thời gian từ 26 tháng 4 đến 5 tháng 5 năm 1896, trong chuyến đi vòng quanh thế giới một mình trên con thuyền buồm Spray. Hòn đảo cùng với 45 cư dân của nó được đề cập chi tiết trong cuốn hồi ký Sailing Alone Around the World (Đi thuyền một mình vòng quanh thế giới) của Slocum.

### Thế chiến thứ nhất

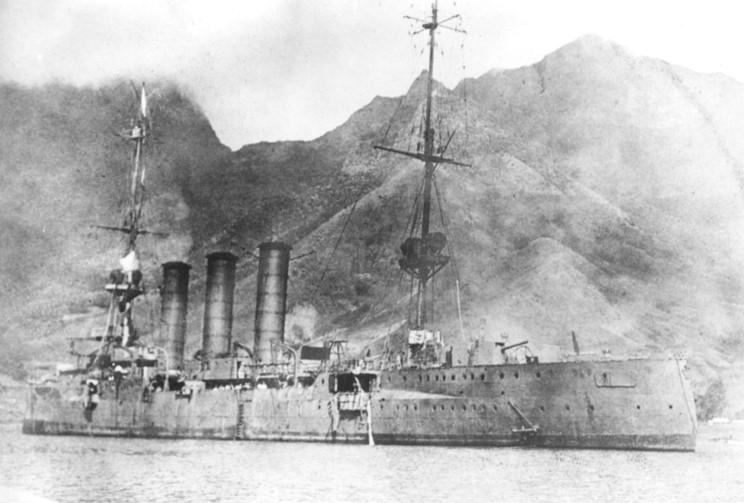
, neo đậu tại vịnh Cumberland ngay trước khi bị đánh đắm.

Trong thời kỳ Chiến tranh thế giới lần thứ nhất, Phi đội Đông Á thuộc Hải quân Đế quốc Đức của Phó đô đốc Maximilian von Spee đã dừng và tiếp than trên đảo từ ngày 26-28 tháng 10 năm 1914, chỉ 4 ngày trước trận Coronel. Khi trên đảo, phó đô đốc bất ngờ bị tàu tuần dương Prinz Eitel Friedrich tấn công mà trước đó nó đã được tách khỏi phi đội để đưa quân Đồng Minh đến vùng biển Úc. Vào ngày 9 tháng 3 năm 1915, SMS Dresden là tàu tuần dương cuối cùng còn lại của phi đội Maximilian von Spee sau khi ông tử trận tại Quần đảo Falkland đã quay trở lại vịnh Cumberland. Con tàu sau đó bị bắn trong trận chiến Más a Tierra vào ngày 14 tháng 3, và các thủy thủ đoàn đánh đắm nó.

### Sóng thần năm 2010
Vào ngày 27 tháng 2 năm 2010, đảo Robinson Crusoe bị sóng thần tấn công sau trận động đất mạnh 8,8 độ richter. Sóng thần cao khoảng 3 m (10 ft) ập đến hòn đảo. Đã có tổng cộng 16 người thiệt mạng và hầu hết thị trấn ven biển San Juan Batista đã bị cuốn trôi. Người dân chỉ nhận được cảnh báo duy nhất từ một cô bé 12 tuổi, người đã nhận thấy dấu hiệu bất thường của một cơn sóng thần và cảnh báo cho những người hàng xóm biết được để tránh.

## Địa lý

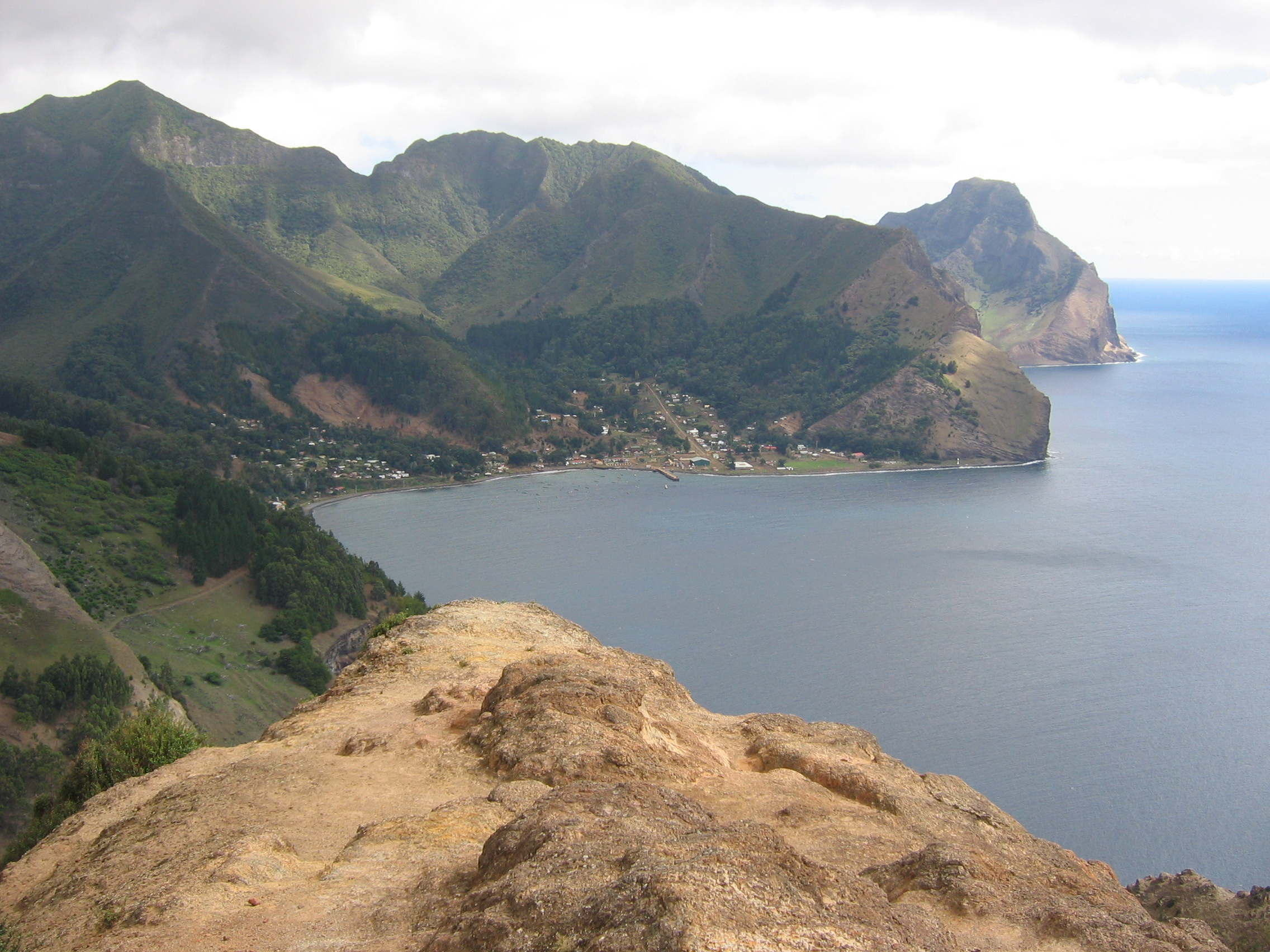
Thị trấn San Juan Bautista, tại bờ biển phía bắc bên vịnh Cumberland.

Đảo Robinson Crusoe có địa hình đồi núi nhấp nhô, được hình thành bởi dòng dung nham cổ xưa tích tụ từ nhiều đợt phun trào núi lửa. Điểm cao nhất trên đảo là núi lửa El Yunque cao 915 mét (3.002 ft) so với mực nước biển. Xói mòn mạnh mẽ đã dẫn đến sự hình thành của các thung lũng dốc và các khối núi. Một bán đảo hẹp được hình thành ở phía tây nam của hòn đảo có tên Cordón Escarpado. Nằm về ngoài khơi phía tây nam là đảo Santa Clara.
Đảo Robinson Crusoe nằm ở phía tây trên ranh giới giữa mảng Nazca và mảng Nam Mỹ, và hình thành từ dưới đại dương cách đây 3,8 - 4,2 triệu năm trước. Vụ phun trào núi lửa El Yunque trên đảo đã được báo cáo vào năm 1743, nhưng sự kiện này không chắc chắn. Vào ngày 20 tháng 2 năm 1835, một vụ phun trào khác kéo dài một ngày bắt đầu từ một lỗ thông khí của núi lửa ngầm cách đảo 1,6 km (1,0 dặm) về phía bắc của Punta Bacalao. Nó khá nhỏ khi chỉ số bùng nổ núi lửa chỉ đạt mức số 1 nhưng sau đó nó đã gây ra một vụ nổ cùng với sóng thần.

## Khí hậu
Hòn đảo có khí hậu cận nhiệt đới, được điều tiết bởi dòng hải lưu Humboldt lạnh lẽo chảy về phía đông hòn đảo cùng với gió mậu dịch ở phía đông nam. Nhiệt độ dao động từ 3 °C (37 °F) cho đến 34 °C (93 °F) với trung bình năm đạt 15,4 °C (60 °F). Khu vực có độ cao cao hơn có thời tiết mát mẻ hơn và thỉnh thoảng có sương giá. Lượng mưa trên đảo lớn hơn trong những tháng mùa đông, tùy thuộc vào độ cao và hướng. Tại khu vực có độ cao trên 500 m (1.640 ft), mưa gần như diễn ra hàng ngày, trong khi ở phía tây thì lượng mưa thấp và khô hơn.

## Động thực vật
Fernandezian bao gồm cả quần đảo Juan Fernández là một vùng thực vật. Nó là vương quốc thực vật Nam Cực nhưng cũng thường được bao gồm trong Vương quốc thực vật Trung và Nam Mỹ. Được công nhận là Khu dự trữ sinh quyển thế giới từ năm 1977, hòn đảo có tầm quan trọng trong khoa học bởi các họ, chi và loài động thực vật đặc hữu. Trong số 211 loài thực vật bản địa, có 132 loài đặc hữu, trong đó có cả chi Lactoridiaceae.
Về động vật, đây là nơi có mặt của loài Chim cánh cụt Magellan, đặc biệt là sự có mặt của loài chim ruồi mào lửa Juan Fernández đang bị đe dọa cực kỳ nguy cấp và loài Hải âu Masatierra, loài chim được đặt theo tên cũ của hòn đảo.
 Trên đảo còn có 230 loài côn trùng.

## Dân cư
Hòn đảo ước tính có dân số 843 người vào năm 2012. Hầu hết họ sinh sống tại thị trấn San Juan Bautista ở bờ bắc vịnh Cumberland. Mặc dù cộng đồng dân cư tại đây vẫn duy trì cuộc sống mộc mạc phụ thuộc vào nghề săn bắt tôm hùm gai nhưng họ vẫn sử dụng vài phương tiện vận tải, đường truyền internet vệ tinh và cả ti vi. Trên đảo có Sân bay Robinson Crusoe nằm gần mũi bán đảo phía tây nam. Các chuyên bay nối với thủ đô Santiago chỉ dưới ba giờ đồng hồ. Ngoài ra cũng có một chuyến phà từ thị trấn San Juan Bautista về đất liền.
Mỗi năm, hòn đảo đón khoảng vài trăm khách du lịch. Hoạt động du lịch phổ biến tại đây là lặn biển, đặc biệt là tại khu vực có xác của con tàu tuần dương Dresden bị đánh đắm ở vịnh Cumberland trong Thế chiến thứ nhất.